# Agrární komora České republiky
Agrární komora České republiky (dále AK ČR) je samosprávnou agrární organizací, právnickou osobou, která zastupuje zájmy svých členů, právnických i fyzických osob, jimiž jsou zemědělci, lesníci, potravináři, ale také včelaři a další. Členů je přes 100 tisíc, přičemž členství v komoře je dobrovolné. Komora byla zřízena zákonem o Hospodářské komoře České republiky a Agrární komoře České republiky a je zapsána v obchodním rejstříku. Sídlí v Olomouci a má detašované pracoviště v Praze.

## Poradenství a informační služby
Poskytuje poradenství a informační služby na celém území České republiky v následujících oblastech:

### Oblast právní a legislativní
V této oblasti zajišťuje poradenské a konzultační služby v otázkách spojených s podnikatelskou činností, organizuje přednášky a semináře k prohloubení právního vědomí a obchodní spory mezi svými členy řeší pomocí Rozhodčího soudu, který založila ve spolupráci s Hospodářskou komorou České republiky. Také připomínkuje návrhy právních norem a iniciuje jejich vypracování.

### Oblast konzultační, poradenské a praktické přípravy na povolání
Zabezpečuje propagaci a šíření informací o podnikatelské činnosti svých členů, organizuje vzdělávací činnosti a spolupracuje s orgány státní správy v zajišťování informačního servisu a spolupracuje se státními a zastupitelskými orgány a dalšími institucemi v České republice.

### Oblast zahraničních vztahů
Komora je členem Výboru profesních zemědělských organizací v EU – Všeobecného výboru zemědělských družstevních organizací v EU (COPA-COGECA). Navazuje a rozvíjí styky s dalšími agrárními komorami (nejvíc s krajinami Visegrádské čtyřky) a obdobnými institucemi v zahraničí a uzavírá s nimi dohody. Účastní se mezinárodních veletrhů a výstav a prezentuje se na nich, navazuje kontakty zahraničních odběratelů s našimi výrobci, vydává o sobě pro zahraniční partnery informační materiály, pořádá mezinárodní konference a kongresy, a pořádá podnikatelské mise.

### Oblasti informatiky
Komora informuje své členy pomocí e-mailových zpráv a webových stránek , sociálních sítí - Facebook , Twitter  a Instagram . V týdeníku Zemědělec na vlastní stránce, označené AGRObase, jsou čtenáři seznamováni s aktuální situací v oblastech, důležitých pro zemědělce; taktéž vydává vlastní dvouměsíčník AGRObase, který je distribuován i do zahraničí.

## Organizační složky komory
- Regionální (krajské) komory
- Okresní komory
- Svazy a společenstva

## Orgány komory
- Sněm komory (složený ze všeobecné sněmovny a sněmovny společenstev) – nejvyšší orgán komory
- Představenstvo AK ČR – řídící orgán
- Prezidium AK ČR - tvoří 6 viceprezidentů
- Prezident a viceprezident – jednají jménem komory navenek, viceprezident zastupuje prezidenta
- Dozorčí rada AK ČR – kontrolní orgán

Prezidenta i viceprezidenta agrární komory volí a odvolává sněm, a to na období 3 let. Stejně tak sněm volí a odvolává členy představenstva i dozorčí rady. Členy představenstva jsou také prezident i viceprezident. Administrativu a běžný chod komory zajišťuje Úřad komory.

### Seznam prezidentů
1. Jiří Netík: 1993–1997
2. Václav Hlaváček: 1997–2005
3. Jan Veleba: 2005–2014
4. Miroslav Toman: 2014–2017
5. Zdeněk Jandejsek: 2017–2020
6. Jan Doležal: od 2020